# Bonitacja (leśnictwo)
Bonitacja (z łac. bonus – dobry) – w leśnictwie, wskaźnik produkcyjnej zdolności siedliska. 
Najpraktyczniejszym sposobem określenia bonitacji drzewostanu jest porównanie jego wysokości z przeciętną wysokością drzewostanu wzorcowego danego gatunku w tym samym wieku, podaną w tablicach zasobności drzewostanów. Znajdują się tam wykresy zależności wysokości od wieku. Jako bonitację przyjmuje się z tablic tę wartość, przy której wysokość danego drzewostanu równa się wysokości drzewostanu wzorcowego w tym samym wieku. Tak określoną bonitację podaje się w opisie taksacyjnym.
W historii polskiego leśnictwa jako kryterium bonitacji proponowano również inne elementy taksacyjne drzewostanu:
- według przeciętnej pierśnicy drzewostanu;
- według zasobności drzewostanu;
- według zadrzewienia;
- kryterium mieszane.